# Exosiperna
Exosiperna is een geslacht van tweekleppigen uit de familie van de Mytilidae.

## Soorten
- Exosiperna kuroharai Habe, 1961
- Exosiperna relata Iredale, 1929
- Exosiperna scapha (Verco, 1908)